# Heliocentrisch model

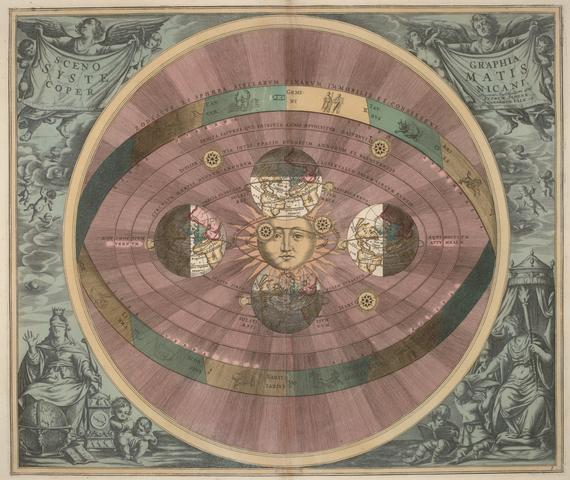
Heliocentrisch zonnestelsel uit Andreas Cellarius' Harmonia Macrocosmica, 1708

Het heliocentrische model of heliocentrisme is het sterrenkundig model waarin de aarde, en de andere planeten van het zonnestelsel, periodiek om de zon draaien, die het centrum van het zonnestelsel vormt. Het heliocentrische model vervangt het geocentrische model, dat gedurende de gehele middeleeuwen heerste, en dat de aarde als het middelpunt van het zonnestelsel aannam, waaromheen de zon en de andere planeten cirkelden. Reeds in de klassieke oudheid had Aristarchus van Samos echter al geopperd dat de aarde om de zon draaide.
In de 16e eeuw presenteerde de katholieke  geleerde Nicolaus Copernicus een wiskundig model, waarmee hij het heliocentrische model, ten koste van het geocentrische, aannemelijk wist te maken. Dit nieuwe sterrenkundige model leidde in de wetenschappelijke wereld tot de zogeheten Copernicaanse of wetenschappelijke revolutie. Een eeuw later verfijnde Johannes Kepler het copernicaanse model, met de introductie van een ellipsvormige in plaats van een cirkelvormige planeetbaan. Daarnaast deed Galileo Galilei met zijn telescoop waarnemingen die de theorie van Copernicus bevestigden.
Later lieten de waarnemingen van William Herschel, Friedrich Bessel en andere sterrenkundigen zien dat de zon weliswaar het barycentrum (zwaartekrachtscentrum) van het zonnestelsel vormt, maar dat de zon in de verdere Melkweg volstrekt onbetekenend is.

## Geschiedenis
Volgens de theosofie bevatten de oudste geschriften, de veda's, Shatapatha Brahmana (rond de 9de-7de eeuw v.Chr.), Aitareya Brahmana (rond de 9de-7de eeuw v.Chr.) en de Vishnu Purana (rond de 1e eeuw v.Chr.) vroege elementen van een heliocentrisch model.
De oude Griekse filosofen, zoals Pythagoras en zijn volgeling Philolaos van Croton, kwamen ook reeds op het idee dat de aarde niet het middelpunt was. Vaak bevatten hun theorieën echter wel eigenaardigheden, zoals het bestaan van een 'tegenaarde' (antichthon) en de 'haard van het heelal'. Aristarchus (320-250 v.Chr.) wordt dikwijls vermeld als grondlegger van het heliocentrisme. Hij had gesteund op de theorie van Heracleides (387-312 v.Chr.).
Het heliocentrisme is in het Westen op wiskundige basis gevestigd door het werk van Nicolaas Copernicus. De theorie van Copernicus was evenwel strijdig met de toenmalige stand van de wetenschap. Copernicus' boek, De revolutionibus orbium coelestium (Over de omwentelingen der hemellichamen) werd in 1543 gepubliceerd toen hij op zijn sterfbed lag. Aanvankelijk veroorzaakte het geen grote opschudding, omdat de theorie werd opgevat als een wiskundige hypothese, en geen wetenschappelijk betoog. Dit kwam doordat Andreas Osiander, die de uitgave verzorgde, zonder Copernicus' medeweten, een voorwoord had geschreven, waarin stond dat het boek slechts één mogelijke theorie over de planeten bevatte. Zo probeerde Osiander een uitgaveverbod door de protestantse overheden te vermijden.
De belangrijkste bezwaren die men vanuit de stand der toenmalige wetenschap en waarnemingen kon maken waren:
- De afwezigheid van sterrenparallax, die men zou moeten waarnemen als de aarde om de zon draait.
  - Die parallax is er wel, maar was te gering om met de toenmalige instrumenten waar te nemen.
- De afwezigheid van schijngestalten (fasen) van Venus en Mercurius, die volgens het copernicaanse model zichtbaar zouden moeten zijn.
  - De schijngestalten zijn met een telescoop wel goed zichtbaar. Overigens zijn ze geen sluitend bewijs voor het stelsel van Copernicus. Ook in een geocentrisch model kunnen schijngestalten voorkomen.
- De gebrekkige theoretische onderbouwing van de "zwaartekracht". De enig voorhanden zijnde theorie van Aristoteles liet alle voorwerpen naar het midden van het universum vallen. Als de aarde zich niet in het midden bevond, waarheen vielen dan alle voorwerpen? Copernicus bleef een afdoend antwoord schuldig.
  - Isaac Newton heeft dit afdoende opgelost.
- Het copernicaanse model was nog ingewikkelder dan het Ptolemeïsche (48 epicykels in plaats van 40), en leverde in ruil daarvoor vrijwel geen extra precisie op.[2]
  - Johannes Kepler verving de cirkelvormige banen door elliptische, waarmee de epicykels vervielen.
- Door een optisch effect werden sterren in telescopische waarnemingen als schijfjes waargenomen, en kon men schijnbaar hun diameter bepalen – en dus ook hun omvang, mits de afstand gegeven is. In het copernicaanse model leverde dat een ongeloofwaardig resultaat op (onwaarschijnlijke afmetingen van sterren), een anti-copernicaans argument dat door Giovanni Battista Riccioli in 1651 grondig werd uitgediept in zijn Almagestum Novum.[3] De uitvinding van de telescoop leverde in eerste instantie meer 'tegenbewijzen' voor het heliocentrisch model op, dan argumenten.[4]

Owen Gingerich toonde aan dat De Revolutionibus door elke astronoom met grote aandacht gelezen was (kanttekeningen), maar te veel bezwaren opriep om gezien te worden als méér dan een wiskundige constructie. Het heliocentrische wereldbeeld is pas echt populair geworden door de ontwikkeling van wetenschap en waarneming, 70 jaar ná de dood van Copernicus: Johannes Kepler formuleerde in 1609 zijn bewegingswetten voor de planeten, waardoor de vele epicykels uit het model vervangen konden worden door ellipsen. Galileo Galilei nam in 1610 met een telescoop de fasen van Venus waar. Gravitatie werd in 1687 door Isaac Newton beschreven als een kracht tussen massa's. De parallax bleef nog een probleem. De sterren staan zo ver weg dat hun parallax eeuwenlang onwaarneembaar klein zou zijn. Pas in 1838 kon Friedrich Bessel de eerste sterrenparallax aantonen. Toen de belangrijkste wetenschappelijke bezwaren door Kepler en Galilei uit de weg geruimd waren, en Galilei publiekelijk een lans brak voor Copernicus (waarbij hij het werk van Kepler negeerde, en bovendien foute argumenten aandroeg), brak de controverse los, waarbij Copernicus' boek in 1616 op de Index geplaatst werd, in afwachting van correcties door de kerk (die beschikbaar kwamen in 1620).

## Wetenschappelijke onderbouwing
Het wereldbeeld van Copernicus gaat uit van de posities van de zon en de planeten ten opzichte van elkaar en niet zozeer van de draaiing van de aarde zelf. Toen was nog geen empirische onderbouwing van de door hem gelanceerde theorie. Ironisch genoeg was er ook geen empirische onderbouwing voor het geocentrisme. Eigenlijk zijn zowel het Coperincaanse als het Ptolemeïsche, geocentrische model enkel wiskundige beschrijvingen en geen theorieën. Ze verklaren beide de posities van de planeten, maar bieden geen antwoord op de vraag waarom de bewegingen zo zijn.
Tycho Brahe, die een geocentrisch wereldbeeld aanhing, trachtte de theorie van Copernicus te falsificeren door waarnemingen te doen. Op basis van zijn gegevens, die zonder telescoop werden gedaan, kwam hij tot een nieuwe theorie: de maan en de zon draaiden in concentrische cirkels rond de aarde. De planeten op hun beurt draaiden om de zon. Dit wereldbeeld kan als overgang gezien worden van het geocentrisme naar het heliocentrisme. Brahe's assistent en opvolger Kepler gebruikte later zijn observaties van Mars als basis voor de formulering van zijn beroemde wetten van Kepler.
De opkomst van het heliocentrisme kwam pas echt op dreef door de waarnemingen die Galileo Galilei in 1609 deed met de net uitgevonden telescoop en door de wetten van Kepler.
- de wetten van Kepler beschreven de posities van de planeten aan de hemel op veel eenvoudigere en nauwkeurigere manier dan de modellen van Ptolemaeus en Copernicus. Keplers wetten beschrijven de elliptische planeetbanen om de zon.
- Galilei nam de schijngestalten van Mercurius en Venus waar met zijn telescoop. Dit zou betekenen dat ze zich gedurende hun beweging voor, naast en achter de zon bevinden, vanuit de aarde gezien.
- Galilei zag ook dat er manen om Jupiter heen draaien. Kennelijk konden hemellichamen ook om elkaar draaien in plaats van enkel om de aarde.

Deze drie waarnemingen maakte een heliocentrisch idee veel aannemelijker dan een geocentrisch idee, althans voor de objecten die in de buurt van de zon bewegen. Het heliocentrische idee is consistenter, terwijl het geocentrische idee de aarde een heel afwijkende positie geeft.
Het enige wat toen nog ontbrak is een antwoord op de vraag waarom objecten om elkaar lijken te draaien. Deze vraag beantwoordde Isaac Newton met zijn gravitatiewet. Newton kwam tot de conclusie dat hemellichamen elkaar aantrokken. De grootte van de kracht hangt af van de massa van beide hemellichamen en hun onderlinge afstand. Bij constante banen is de kracht precies groot genoeg om de baan stabiel te houden. Bij een te kleine kracht zouden de hemellichamen uiteindelijk uit elkaar drijven. Bij een te grote kracht zouden ze op den duur tegen elkaar botsen.

## Buiten het zonnestelsel
Reeds in de 16e eeuw werd door Giordano Bruno het idee geopperd dat de zon een ster was, net zoals de vele andere. Om die sterren zouden weer planeten draaien, zoals om onze zon. Hij beschreef deze gedachte in zijn boek De l'Infinito, Universo e Mondi.
Later bleek dat de zon niet in het middelpunt van het heelal stond. Een belangrijke rol speelde hierin het werk van William Herschel uit 1802. Hij ontdekte dat de zon bewoog ten opzichte van sterren. Gedurende 20 jaar had hij 90.000 sterren bestudeerd, en hij kwam tot de conclusie dat de Melkweg een platte schijf van sterren was, en dat de zon niet meer dan een van die sterren was.
Nog later bleek ook de Melkweg slechts een van de vele sterrenstelsels te zijn, en volgens de huidige ideeën is er geen deel van het heelal dat meer bijzonder zou zijn dan de andere zodat het als het 'middelpunt' zou kunnen gelden.

## Het Tychoniaanse model

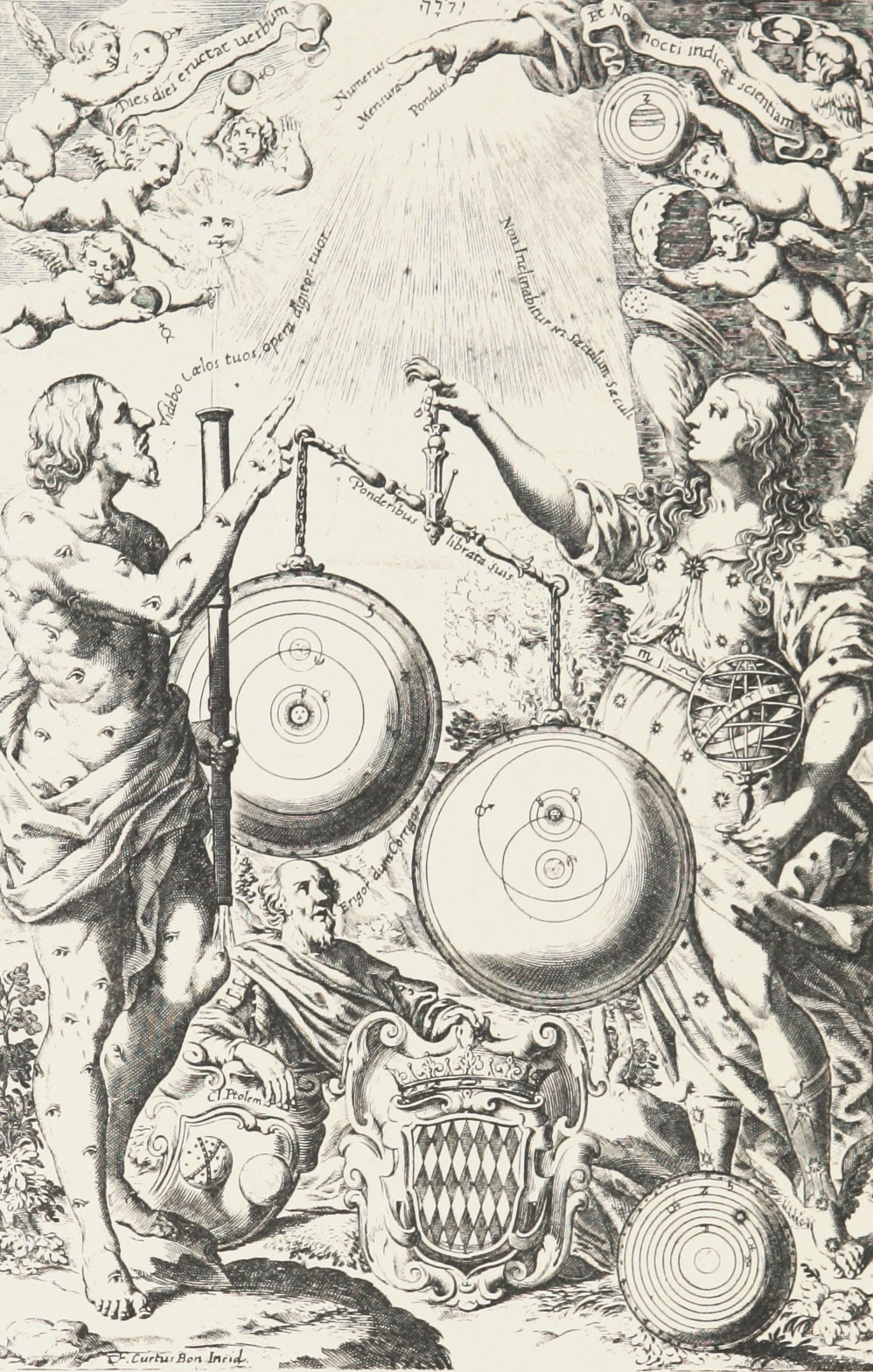
Frontispice van de Novum Almagestum van Riccioni uit 1651. Ptolemaeus ligt op de grond, geveld door de telescopische waarnemingen. De balans weegt door ten voordele van Tycho. Dit was het boek waar Urbanus VIII Galilei om gevraagd had.

Het model van Tycho Brahe, het Tychoniaanse model is niet zo erg bekend. Dit model moet niet verward worden met het (eveneens geocentrische) model van Claudius Ptolemaeus. Tycho Brahe stelt dat de aarde in het midden staat, dat de maan en de zon om de aarde draaien, en de overige planeten om de zon.
In zekere zin is dit wereldbeeld een variant op het heliocentrisme, want men kan zich bij een beweging altijd afvragen wat zich nu werkelijk verplaatst. Als de aarde en de zon een draaibeweging maken, wat gebeurt er dan werkelijk? Draait de aarde om de zon, draait de zon om de aarde, draaien de aarde en de zon om elkaar heen, of staan ze beide stil en draait de rest van het universum om hen heen? Zo zou een lopende persoon kunnen beweren dat de aarde onder hem door beweegt terwijl hij zelf op zijn plek blijft. Het is op deze manier niet moeilijk in te zien dat de onderlinge bewegingen van de hemellichamen precies kloppen met het model van Tycho Brahe. Het bezwaar van de epicykels bestaat niet, de door Galilei ontdekte fasen van Venus kloppen precies, evenals het feit dat Venus en Mercurius altijd in de buurt van de zon staan. En het feit dat Jupiter manen heeft, hoeft ook geen bezwaar te zijn.
Men zou zich kunnen afvragen waarom de zeventiende-eeuwse geleerden, zoals Johannes Kepler en Galileo Galilei, de voorkeur gaven aan het heliocentrische model van Copernicus in plaats van het geocentrische model van Tycho Brahe. Volgens Bernard Plouvier is het vasthouden aan het – op dat moment – reeds door Kepler voorbijgestreefde copernicanisme te wijten aan de "megalomanie" van Galilei. De Jezuïet Giovanni Battista Riccioli schreef in 1651 hét boek dat de paus eigenlijk aan Galileï had gevraagd, maar niet gekregen had: een wetenschappelijke afweging van de wereldsystemen: Almagestum Novum. Volgens Edward Grant was Riccioli's boek 9 "wellicht de meest uitgebreide, diepste en gezaghebbende analyse van deze vraag, van alle auteurs uit de zestiende en zeventiende eeuw". Riccioli komt, na afweging van 126 argumenten, tot de conclusie dat een gemodificeerde versie van Tycho's systeem de meeste voordelen biedt.

## Kepler en Galilei
Een meer technisch argument voor het heliocentrisme is te vinden in de Wetten van Kepler. De derde wet geeft een relatie tussen de omlooptijd T van een hemellichaam om de zon en de lengte van de halve lange as a. Deze is: T2/a3 = constant. De wetten van Kepler gelden alleen voor planeten die om de zon draaien. De omlooptijd van de maan om de aarde week daardoor af.
Galilei ontdekte de manen van Jupiter. Hij stelde vast dat deze manen zich onderling wel houden aan de derde wet van Kepler, maar met een andere constante dan de planeten. Kennelijk is de derde wet van Kepler wel geldig, maar heeft de constante niet altijd dezelfde waarde. Maar dan is de aardse maan niet zo dissident meer: voor de aardse maan geldt wéér een andere constante.
Waardoor wordt nu die constante bepaald? Laten we eens kijken naar de drie verschillende constanten:
Een constante van {\displaystyle \scriptstyle 9,83\cdot 10^{-14}\ s^{2}/m^{3}} voor het stelsel
- Aarde-maan

Een constante van {\displaystyle \scriptstyle 2,95\cdot 10^{-19}\ s^{2}/m^{3}} voor de stelsels
- Aarde-zon
- Zon-Mercurius
- Zon-Venus
- Zon-Mars
- Zon-Jupiter
- Zon-Saturnus

Een constante van {\displaystyle \scriptstyle 3.11\cdot 10^{-16}\ s^{2}/m^{3}} voor de stelsels
- Jupiter-Io
- Jupiter-Europa
- Jupiter-Ganymedes
- Jupiter-Callisto

Wat kunnen we hieruit concluderen? Bekijken we de drie rijtjes, dan blijkt dat in ieder rijtje alle waarden een hemellichaam gemeenschappelijk hebben. In het tweede rijtje is dat de zon, en in het derde is het Jupiter. Kennelijk is er in ieder stelsel één hemellichaam dat dicteert hoe groot de constante is. In het geval van Jupiter is het bovendien duidelijk zichtbaar dat Jupiter groter is dan de vier manen, en dat Jupiter in het midden staat (dat wil zeggen dat Jupiter een gelijkmatiger beweging maakt tussen de sterren dan de vier manen). In het tweede rijtje dicteert de zon hoe groot de constante is, en wellicht kan daaruit geconcludeerd worden dat de zon verreweg het grootst is, en bovendien dat de zon in het midden staat.

## Moderne opvattingen

Een diagram van het zonnestelsel

Het heliocentrische wereldbeeld in absolute zin klopt niet. Om te beginnen is het zinvoller te spreken van massamiddelpunt dan van het middelpunt van een hemellichaam. Met het massamiddelpunt wordt het midden genoemd van alle massa in het zonnestelsel. Omdat meer dan 99% van alle massa zich in de zon begeeft, bevindt het massamiddelpunt zich wel in de Zon, maar niet exact in het midden van de Zon. De zon draait dus ook om dit massamiddelpunt, wat kan worden waargenomen als een 'wiebel'. Dit massamiddelpunt beschrijft op haar beurt een baan in de Melkweg, en de Melkweg beschrijft eventueel op zijn beurt ook een baan door het heelal.
Ten tweede is deze enkel van toepassing op het zonnestelsel. Zoals eerder gezegd is de zon een ster die onderdeel is van een sterrenstelsel. Het sterrenstelsel is weer onderdeel van een geheel aan clusters en superclusters van sterrenstelsels. De zon is niet het midden van ons sterrenstelsel en ons sterrenstelsel is weer niet het midden van het universum.
In moderne wereldbeelden is er geen sprake meer van een middelpunt van alles, omdat ruimte en tijd niet begrensd zijn en voor iedere waarnemer anders zijn. Elk willekeurig punt zou als midden van het universum kunnen worden aangewezen.
Moderne theorieën over krachten gaan niet uit van een absolute waarheid, maar van een stel van regels die het meest overeenkomen met waarnemingen.
De drie wetten van Newton, aangevuld met de gravitatietheorie, waren tot begin 20e eeuw de theorie die de bewegingen van planeten het meest nauwkeurig beschreef. Er zijn echter een paar bewegingen die afwijken van zijn theorie:
- De baan van Mercurius klopt niet helemaal. Lang werd gedacht dat er tussen Mercurius en de Zon nog een extra planeet was.
- De theorie zegt niets over beweging van licht. De beweging van het licht is altijd even snel in alle richtingen. Doordat de uitzenders van licht bewegen ten opzichte van elkaar leidt dit tot tijdsdilatatie (tijd wordt niet door iedereen gelijk waargenomen).
- Sterren bewegen anders ten opzichte van elkaar dan op grond van de theorie van de zwaartekracht te verwachten zou zijn.

Albert Einstein heeft met de algemene relativiteitstheorie een groot deel van deze afwijkingen weggenomen. De baan van Mercurius klopt nu wel, de beweging van licht is verklaard en voor de beweging van sterren en sterrenstelsels zijn de begrippen donkere materie en donkere energie ingevoerd. De theorie van Einstein is inhoudelijk behoorlijk anders dan die van Newton (andere onderliggende principes), maar qua precisie zijn ze op onze waarneembare schaal beide even exact. De theorie van Newton is echter veel eenvoudiger te begrijpen en toe te passen. De theorie van Einstein wordt vooral op astronomische schaal toegepast.